# Lekkoatletyka na Letnich Igrzyskach Olimpijskich 1920 – bieg na 200 m mężczyzn
Bieg na 200 m mężczyzn był jedną z konkurencji lekkoatletycznych na Letnich Igrzyskach Olimpijskich 1920. Zawody odbyły się w dniach 19-20 sierpnia. W zawodach uczestniczyło 48 zawodników z 22 państw.

## Rekordy
| Rekord świata     | 21,2(*)  | William Applegarth | Londyn (GBR)      | 4 lipca 1914     |
| Rekord olimpijski | 21,6(**) | Archie Hahn        | Saint Louis (USA) | 31 sierpnia 1904 |

(*) nieoficjalny 200 jardów (= 201,17 m)
(**) po prostej

## Wyniki

### Eliminacje
Bieg 1
| Miejsce | Zawodnik          | Czas | Kwal. |
| ------- | ----------------- | ---- | ----- |
| 1       | René Tirard       | 23,2 | Q     |
| 2       | Agne Holmström    | 23,3 | Q     |
| 3       | Diego Ordóñez     | 23,7 |       |
| 4       | Shin’ichi Yamaoka | 23,9 |       |
| 5       | Bjarne Guldager   |      |       |

Bieg 2
| Miejsce | Zawodnik          | Czas | Kwal. |
| ------- | ----------------- | ---- | ----- |
| 1       | George Davidson   | 22,6 | Q     |
| 2       | Alexander Ponton  | 22,9 | Q     |
| 3       | Félix Mendizábal  | 23,2 |       |
| 4       | Harry van Rappard | 23,7 |       |

Bieg 3
| Miejsce | Zawodnik      | Czas | Kwal. |
| ------- | ------------- | ---- | ----- |
| 1       | Vojtěch Plzák | 23,4 | Q     |
| 2       | William Hill  | 23,8 | Q     |
| 3       | Marcel Gustin | 24,3 |       |

Bieg 4
| Miejsce | Zawodnik         | Czas | Kwal. |
| ------- | ---------------- | ---- | ----- |
| 1       | Paul Brochart    | 23,2 | Q     |
| 2       | William Hunt     | 23,5 | Q     |
| 3       | Giovanni Orlandi | 23,8 |       |
| 4       | Paul Hammer      | 24,1 |       |
| 5       | Federico Reparez |      |       |

Bieg 5
| Miejsce | Zawodnik        | Czas | Kwal. |
| ------- | --------------- | ---- | ----- |
| 1       | René Caste      | 23,0 | Q     |
| 2       | Harold Abrahams | 23,3 | Q     |
| 3       | Willie Bukes    | 23,4 |       |
| 4       | Rolf Stenersen  | 23,7 |       |

Bieg 6
| Miejsce | Zawodnik           | Czas | Kwal. |
| ------- | ------------------ | ---- | ----- |
| 1       | Charlie Paddock    | 23,2 | Q     |
| 2       | August Sørensen    | 23,8 | Q     |
| 3       | Victor d’Arcy      | 23,9 |       |
| 4       | Ahmad Abbas Chajri |      |       |

Bieg 7
| Miejsce | Zawodnik             | Czas | Kwal. |
| ------- | -------------------- | ---- | ----- |
| 1       | Sven Krokström       | 23,8 | Q     |
| 2       | Max Houben           | 24,2 | Q     |
| 3       | Dimitrios Karambatis | 24,2 |       |

Bieg 8
| Miejsce | Zawodnik        | Czas | Kwal. |
| ------- | --------------- | ---- | ----- |
| 1       | Loren Murchison | 23,2 | Q     |
| 2       | Nils Sandström  | 23,6 | Q     |
| 3       | Carlos Pajarón  | 24,2 |       |
| 4       | August Waibel   |      |       |

Bieg 9
| Miejsce | Zawodnik       | Czas | Kwal. |
| ------- | -------------- | ---- | ----- |
| 1       | Allen Woodring | 22,8 | Q     |
| 2       | Cor Wezepoel   | 23,3 | Q     |
| 3       | Frank Irvine   | 23,3 |       |
| 4       | Ichirō Kaga    |      |       |
| 5       | Edmond Médécin |      |       |

Bieg 10
| Miejsce | Zawodnik          | Czas | Kwal. |
| ------- | ----------------- | ---- | ----- |
| 1       | Harry Edward      | 22,8 | Q     |
| 2       | Jack Oosterlaak   | 23,2 | Q     |
| 3       | Sven Malm         | 23,3 |       |
| 4       | Mario Riccobono   |      |       |
| 5       | Reinhold Saulmann |      |       |

Bieg 11
| Miejsce | Zawodnik          | Czas | Kwal. |
| ------- | ----------------- | ---- | ----- |
| 1       | René Lorain       | 25.0 | Q     |
| 2       | Albert Heijnneman | 25.4 | Q     |
| 3       | Cyril Coaffee     |      |       |

Bieg 12
| Miejsce | Zawodnik         | Czas | Kwal. |
| ------- | ---------------- | ---- | ----- |
| 1       | Morris Kirksey   | 23,4 | Q     |
| 2       | Josef Imbach     | 23,5 | Q     |
| 3       | Jean-René Seurin | 23,6 |       |

### Ćwierćfinały
Ćwierćfinał 1
| Miejsce | Zawodnik        | Czas | Kwal. |
| ------- | --------------- | ---- | ----- |
| 1       | Loren Murchison | 22,8 | Q     |
| 2       | Josef Imbach    | 23,1 | Q     |
| 3       | René Tirard     |      |       |
| 4       | August Sørensen |      |       |

Ćwierćfinał 2
| Miejsce | Zawodnik       | Czas | Kwal. |
| ------- | -------------- | ---- | ----- |
| 1       | Harry Edward   | 22,0 | Q     |
| 2       | Allen Woodring | 22,1 | Q     |
| 3       | René Caste     | 22,2 |       |
| 4       | William Hunt   | 22,4 |       |
| 5       | Agne Holmström | 22,5 |       |

Ćwierćfinał 3
| Miejsce | Zawodnik        | Czas | Kwal. |
| ------- | --------------- | ---- | ----- |
| 1       | George Davidson | 22,8 | Q     |
| 2       | Charlie Paddock | 22,9 | Q     |
| 3       | René Lorain     | 23,0 |       |
| 4       | Nils Sandström  | 23,3 |       |
| 5       | Max Houben      |      |       |

Ćwierćfinał 4
| Miejsce | Zawodnik         | Czas | Kwal. |
| ------- | ---------------- | ---- | ----- |
| 1       | Morris Kirksey   | 22,6 | Q     |
| 2       | Alexander Ponton | 22,7 | Q     |
| 3       | Harold Abrahams  | 23,0 |       |
| 4       | Vojtěch Plzák    | 23,1 |       |
| 5       | Cor Wezepoel     | 23,3 |       |

Ćwierćfinał 5
| Miejsce | Zawodnik          | Czas | Kwal. |
| ------- | ----------------- | ---- | ----- |
| 1       | Jack Oosterlaak   | 23,0 | Q     |
| 2       | Paul Brochart     | 23,1 | Q     |
| 3       | William Hill      | 23,3 |       |
| 4       | Sven Krokström    | 23,6 |       |
| 5       | Albert Heijnneman |      |       |

### Półfinały
Półfinał 1
| Miejsce | Zawodnik        | Czas | Kwal. |
| ------- | --------------- | ---- | ----- |
| 1       | Loren Murchison | 22,6 | Q     |
| 2       | Harry Edward    | 22,7 | Q     |
| 3       | George Davidson | 22,7 | Q     |
| 4       | Morris Kirksey  | 22,7 |       |
| –       | Paul Brochert   | DNS  |       |

Półfinał 2
| Miejsce | Zawodnik         | Czas | Kwal. |
| ------- | ---------------- | ---- | ----- |
| 1       | Allen Woodring   | 22,4 | Q     |
| 2       | Charlie Paddock  | 22,5 | Q     |
| 3       | Jack Oosterlaak  | 22,7 | Q     |
| 4       | Alexandre Penton |      |       |
| –       | Josef Imbach     | DNF  |       |

### Finał
| Miejsce | Zawodnik        | Czas |
| ------- | --------------- | ---- |
| 1       | Allen Woodring  | 22,0 |
| 2       | Charlie Paddock | 22,0 |
| 3       | Harry Edward    | 22,1 |
| 4       | Loren Murchison | 22,2 |
| 5       | George Davidson | 22,3 |
| 6       | Jack Oosterlaak | 22,4 |